# Дан сећања на жртве трансфобије
Дан сећања на жртве трансфобије обележава се сваке године 20. новембра у част убијенима због трансфобије.   Дан је основан да скрене пажњу на континуирано насиље које трпе трансродне особе. 
Дан сећања на жртве трансфобије основала је 1999. године мала група људи, укључујући Гвендолин Ен Смит, како би обележила убиство трансродне жене Рите Хестер у Олстону у Масачусетсу. У 2010. години, тај дан се обележавао у преко 185 градова у више од 20 земаља.
Типично, меморијал укључује читање имена оних који су изгубили животе од 20. новембра претходне године до 20. новембра текуће године, и може укључивати друге активности, као што су бдење уз свеће, посвећене црквене службе, маршеви, уметничке представе, добротворно спремање хране за сиромашне и пројекције филмова.

## Историја
Рита Хестер (30. новембар 1963 — 28. новембар 1998) била је трансродна афроамеричка жена која је убијена у Олстону у Масачусетсу 28. новембра 1998. Као одговор на њено убиство, одржано је бдење уз свеће следећег петка (4. децембра) у коме је учествовало око 250 људи. Борбу заједнице да се Ритин живот и идентитет с поштовањем покривају у локалним новинама, описала је Ненси Нангерони у својој хроници „Убиство Рите Хестер и језик поштовања.“ Њена смрт инспирисала је веб пројекат „Сећање на наше мртве“ и Дан сећања на трансродне особе.

## Раса и Дан сећања на жртве трансфобије
Научници и активисти посвећени унапређењу интерсекционалних приступа истичу важност виђења трансфобичног насиља као инхерентно повезаног са расом, родом и класом. Ово се огледа у пропорционално много већем броју случајева насиља над небелкињама, а посебно црним и латино трансродним женама.  
Теоретичари Рајли Снортон и Џин Харитаворн критикују како слике и наративи усредсређени на смрт небелих трансродних људи— најчешће трансфемининих особа — круже у друштвеним покретима и просторима на чијем су челу бели геј и транс активисти.  Обазирући се на случај афроамеричке транс жене Тајре Хантер, Снортон и Харитаворн уочавају као опасно то што су небеле транс жене видљиве само након њихове смрти, и што се такво насиље не препознаје као последица систематске трансфобије и расизма. Заједно са радовима других транс активиста као што су ЦеЦе Макдоналд, Рејна Госет, Силвија Ривера и Дин Спејд, Снортон и Харитаворн-ов рад заговарају важност интерсекционалног приступа догађајима као што су Дан сећања на жртве трансфобије и трансродни активизам уопште.

Академкиња Сара Лембл (2008) тврди да фокус Дана сећања на жртве трансфобије на колективну жалост ризикује да се белци који присуствују ослобађају посредног саучесништва у насиљу над трансродним небелкињама чије смрти обележавају. Лембл наводи:
Наш задатак је да их погурамо даље — не само у погледу Дана сећања на жртве трансфобије, већ и кроз друге начине на које причамо и суочавамо се са насиљем. Нико од нас није невин. Морамо да осмислимо праксе сећања које смештају наше сопствене позиције унутар структура моћи које одобравају и спроводе насиље. Наш задатак је да пређемо са саосећања на одговорност, са саучесништва на одражавање, са сведочења на акцију. Није довољно само одати пошту у сећању на мртве – морамо да трансформишемо праксу живих.
Трансродна активисткиња Мира-Солеј Рос критикује Дан сећања на жртве трансфобије због спајања мотивације иза убистава трансродних жена и сексуалних радница. У интервјуу са научницом Вивијен Намасте, она представља примере трансродних сексуалних радница које су убијене у Торонту јер су биле сексуалне раднице и оптужује организаторе Дана сећања на жртве трансфобије да користе ове жене које су умрле као сексуалне раднице као великомученице трансродне заједнице. 

## Признање од стране влада

### Канада
Канадска провинција Онтарио једногласно је 12. децембра 2017. усвојила Закон о Дану сећања на жртве трансфобије, званично признајући тај дан и захтевајући од законодавне скупштине Онтарија да сваке године 20. новембра одржи минут ћутања  

### Сједињене Америчке Државе
Године 2020, новоизабрани амерички председник Џо Бајден признао је Дан сећања на жртве трансфобије и рекао да је трансфобично насиље које доживљавају транс жене недопустиво. Године 2021, Џо Бајден и Камала Харис објавили су саопштење у којем су навели: „Најмање 46 трансродних Американаца убијено је актима фаталног насиља ове године до данас."    Његова канцеларија је такође издала извештај у коме се наводи како „Бајден-Харис администрација унапређује безбедност, могућности и инклузију за трансродне и родно различите појединце“. Бајден је позвао и Сенат да усвоји Закон о равноправности.
Ентони Џ. Блинкен, државни секретар Сједињених  Америчких Држава, такође је издао саопштење у коме жали због губитка трансродних живота 2021. Као главни амерички дипломата, он је изјавио: „Промовисање и заштита људских права ЛГБТИ+ особа је спољнополитички приоритет ове администрације.“
Дана 18. новембра 2021, представница Ајана Пресли прочитала је имена 46 транс особа које су убијене те године.   Њој су се придружили и други чланови Конгресног клуба за ЛГБТК равноправност међу којима су и представници Мари Њуман, Дејвид Н. Сисилин, Марк Такано, Сара Џејкобс и Ал Грин.